# Les Vaincus (film, 1936)
Pour plus de détails, voir Fiche technique et Distribution.
Les Vaincus ou Le Rêveur (titre original : Traumulus) est un film allemand réalisé par Carl Froelich, sorti en 1936.
Il s'agit d'une adaptation de la pièce d'Arno Holz et Oskar Jerschke (de).

## Synopsis
Une petite ville de garnison dans le nord de l'Allemagne. Le professeur Niemeyer est directeur d'un gymnasium, il est surnommé par les élèves Traumulus à cause de ses idées surannées. Ses valeurs sont celles du siècle dernier, ses idées de décence, de l'éthique et de la morale suscitent chez eux acquiescements et émerveillements. Son élève préféré est Kurt von Zedlitz, descendant d'une famille de vieille noblesse. Encore une fois, le jeune homme retourne en douce au dortoir de l'école. Kurt fait croire à ses camarades qu'il a une histoire d'amour en ville.
Le professeur Niemeyer a préparé la cérémonie le lendemain matin pour l'inauguration d'un monument en l'honneur de l'empereur Guillaume Ier. Niemeyer rencontre après la messe son vieil ennemi, le Landrat von Kannewurf. Celui-ci est heureux de pouvoir dire au professeur la rumeur selon laquelle Zedlitz serait accoquiner d'une actrice glamour, une certaine Lydia Link dans un endroit fort déshonorant appelé Der Goldene Pfau. Espérant dégoûter Niemeyer, le Landrat l'y emmène.
Traumulus mène une enquête, Zedlitz avoue son méfait mais n'explique pas qu'il va au Der Goldene Pfau avec une femme. Kurt suit un conseil du fils de Niemeyer de son premier mariage, Fritz Niemeyer, qui à son tour a une mauvaise conduite. Sa belle-mère Jadwiga, la seconde épouse de Traumulus, paie souvent ses dettes. Le comportement de Fritz avec cette femme beaucoup plus jeune que son père fait parler les mauvaises langues.
Alors que la cérémonie se déroule, les membres, pour la plupart des étudiants et des anciens élèves, du mouvement Anti-Tyrannia se réunissent dans la boulangerie de Schladebach. Le Landrat von Kannewurf en a vent et fait arrêter les membres. Kurt von Zedlitz est parmi les personnes arrêtées, mais seulement par accident : il voulait s'abstraire de la répression de Traumulus et proposer la dissolution du groupe. Le professeur Niemeyer est choqué quand il apprend que son élève favori est parmi les personnes arrêtées.
Déçu, le professeur sermonne son élève puis l'exclut. Zedlitz ne se défend pas et part chez lui. Kurt von Zedlitz reste atterré, Kannewurf se rapproche de lui. Encore une fois, il se joint à une réunion avec Niemeyer. Il cherche du réconfort avec sa femme Jadwiga, mais elle ne montre aucun intérêt pour son problème.
Le professeur apprend le dessein de Kurt quand il fut arrêté. Mais il est trop tard. Il ne sait pas encore que Kurt a sa propre vie. Niemeyer se rend compte de ses erreurs et décide de changer de comportement et de pédagogie.

## Fiche technique
- Titre : Les Vaincus ou Le Rêveur
- Réalisation : Carl Froelich
- Scénario : Robert A. Stemmle, Erich Ebermayer
- Musique : Hansom Milde-Meißner (de)
- Direction artistique : Franz Schroedter (de)
- Costumes : Ilse Fehling
- Photographie : Reimar Kuntze
- Son : Hans Grimm
- Montage : Gustav Lohse
- Producteur : Carl Froelich
- Société de production : Froelich-Film
- Pays de production : Allemagne ( Reich allemand)
- Langue : allemand
- Format : Noir et blanc - 1,37:1 - 35 mm
- Genre : Drame
- Durée : 98 minutes
- Dates de sortie :
  - Allemagne : 23 janvier 1936.
  - États-Unis : 18 septembre 1936.
  - Hongrie : 15 octobre 1936.
  - France : 16 octobre 1942[1].

## Distribution
- Emil Jannings : Prof. Niemeyer, alias Traumulus
- Hilde Weissner: Jadwiga, son épouse
- Hannes Stelzer : Kurt von Zedlitz
- Hilde von Stolz : Lydia Link
- Herbert Hübner : Landrat von Kannewurf
- Harald Paulsen : Fritz, le fils de Niemeyer
- Hans Brausewetter : L'avocat Falk
- Hildegard Barko : Olga, la femme de ménage des Niemeyer
- Hans Joachim Schaufuß : Hans Klausing
- Hans Richter : Franz von Mettke
- Rolf Müller : Emmerich Frommelt
- Alexander Kraft Hohenlohe : Erwin Putzke
- Ernst Waldow : L'assesseur Mollwein
- Otto Stoeckel : L'inspecteur de police Hoppe
- Bruno Fritz : Le secrétaire Tamaschke
- Hugo Froelich : Patzkowski, policier
- Gaston Briese : Bellert, policier
- Max Rosen : Krebs, policier
- Walter Steinbeck : Major Kleinstüber
- Walter Werner : Le conseiller sanitaire Brunner
- Karl Etlinger : Meier
- Harry Frank : Schwenk, le chef d'établissement
- Ernst Legal : Schladebach, le boulanger
- Else Ehser : Mlle Wetterhahn, couturière
- Rolf Moebius : Un élève
- Hermann Braun : Un élève

## Histoire
Les Vaincus n'est pas un film de propagande nazie, il diffuse cependant les idées du nazisme et est soutenu par le régime. Il présente le snobisme académique, les limites d'éducation et de la stupidité petite-bourgeoise du passé. Avec le nazisme commence le « nouveau temps ». Cette prise de conscience est de transmettre. En ce sens, il fait l'éloge même par les censeurs. Une copie du film fut trouvée au Berghof. Le film est interdit en 1945 par les gouvernements militaires alliés.

## Article annexe
- Liste des longs métrages allemands créés sous le nazisme

## Source de traduction
- (de) Cet article est partiellement ou en totalité issu de l’article de Wikipédia en allemand intitulé « Traumulus » (voir la liste des auteurs).